# ينغة غنبد (فاروج)
ينغة غنبد (بالفارسية: ینگه قلعه) هي مستوطنة تقع في منطقة سانجار الريفية (Sangar Rural District) في إيران. يقدر عدد سكانها بـ 408 نسمة بحسب إحصاء 2016.